# Queen's University Belfast Association Football Club
El Queen's University Belfast Association Football Club es un equipo de fútbol de Irlanda del Norte que juega en la NIFL Championship, la segunda división nacional.

## Historia
Fue fundado en el año 1910 en la capital Belfast, además de ser uno de los equipos fundadores de la Irish League B Division, afiliado a la Queen's University Belfast y sus partidos de local los juega en la Arena ubicada en Upper Malone dentro del campus universitario, sede conocida como "The Dub".
De 2003 a 2011 el club jugó de local en Newforge Lane, sede del PSNI FC cuando The Dub estaba en construcción.
La universidad tiene como política que solo el 25% de su plantilla no sea estudiantil, por lo que al menos un 75% del equipo tiene que ser estudiante o al menos haber estudiado en Queen's University Belfast.
El 4 de enero de 2020 la Queens University registró la mayor victoria de su historia cuando venció al histórico Linfield por 2-1 por la Irish Cup, partido en el que Jonah Mitchell anotó el gol de la victoria.

## Equipo Filial
Queen's University tiene un equipo filial llamado Queen's Grads F.C. fundado en 1973, está registrado en la Northern Amateur Football League y en la Down Area Winter Football League. QUB AFC también tiene un equipo reserva en la NAFL.

## Palmarés
- NIFL Premier Intermediate League: 1

2018–19
- Intermediate Cup: 1

2017–18